# アキル・アキロフ

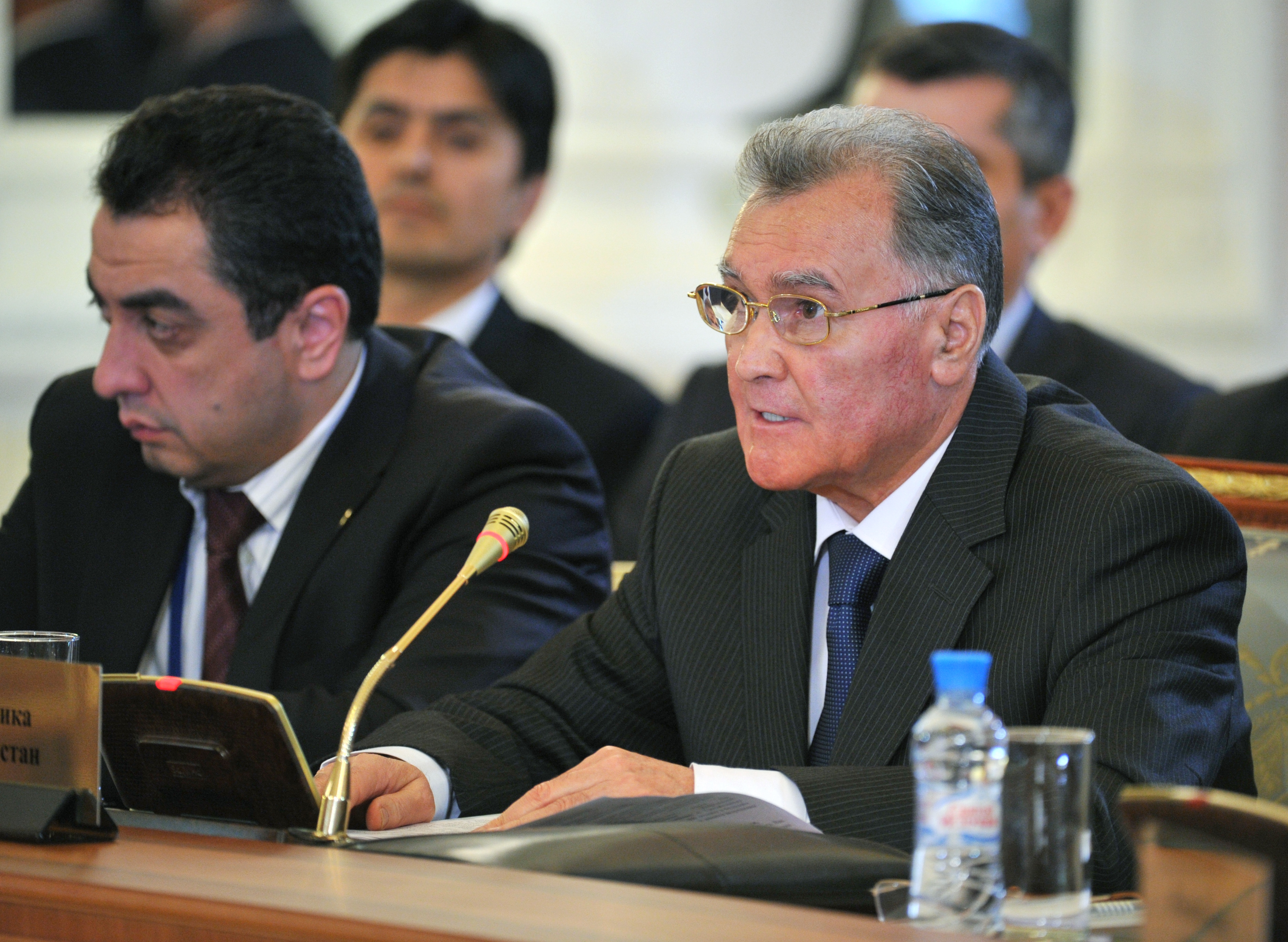
アキル・アキロフ

アキル・アキロフ（Оқил Оқилов、1944年2月2日 - ）は、タジキスタンの政治家。同国の首相を2期務めた。タジク人。
レニナバード（ホジェンド）市出身。1967年、建築技師専攻でモスクワ建築技師大学を卒業。1960年～1976年、レニナバード市市営住宅総局の技師、総局長、第9トラスト「レニナバードジルストロイ」建設局長。1980年、ソ連共産党中央委員会附属社会科学アカデミーを卒業。1976年～1993年、タジキスタン共産党中央委員会教官、課副主任、主任。
1993年から1994年、建設相。1994年から1996年、副首相。1996年から1999年、レニナバード州第一副知事。1999年12月20日、首相に任命。2006年12月1日、首相に再任され、2013年に退任した。

## パーソナル
妻帯、3児を有する。
一等イスマイル・ソモニ勲章、「名誉記章」勲章、「労働の優秀さに対する」メダルを受章。A.ルダキ賞を受賞。タジキスタン功労労働者。